# Knooppunt Ngauranga
Het Knooppunt Ngauranga (Engels: Ngauranga Interchange) is een verkeersknooppunt in de plaats Ngauranga ten noorden van de Nieuw-Zeelandse hoofdstad Wellington. Hier kruisen de Wellington Urban Motorway (SH1) richting Wellington,  de Hutt Valley Expressway (SH2) richting Lower Hutt en de Centennial Highway (SH1) richting Paraparaumu elkaar. De Centennial Highway gaat een kilometer verderop over in de Johnsonville-Porirua Motorway.
Het knooppunt is een splitsing. Het verkeer tussen Paraparaumu en Lower Hutt moet over een gelijkvloerse kruising.
| Aansluitende wegen     | Aansluitende wegen | Aansluitende wegen | Aansluitende wegen | Aansluitende wegen    |
| ---------------------- | ------------------ | ------------------ | ------------------ | --------------------- |
| 1 richting Paraparaumu |                    |                    |                    | 2 richting Lower Hutt |
|                        |                    |                    |                    |                       |
|                        |                    |                    |                    |                       |
|                        |                    |                    |                    |                       |
| 1 richting Wellington  |                    |                    |                    |                       |